# Kildreelig

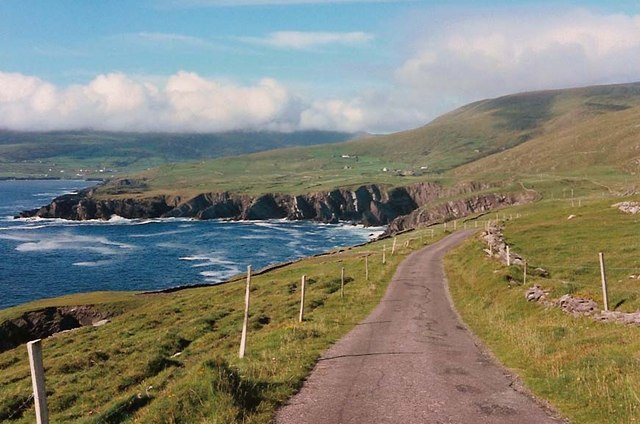
Westflanke des Bolus Head

Die frühkirchliche Einfriedung von Kildreelig (auch Kilrelig – irisch  Cill Rialaigh) liegt an den südöstlichen Hängen des Bolus Head mit Blick auf die Ballinskelligs Bay im County Kerry in Irland.
Sie hat die Form eines Cashels, deren runde Wälle man auf der Seeseite noch deutlich sieht. Im westlichen Sektor des Cashels liegen die Überreste eines kleinen Oratoriums, ein Souterrain und die Reste von Rundhütten. In der Nähe des Oratoriums steht eine frühe Kreuzplatte. Der Eingang zum Souterrain ist erkennbar und seine Decksteine liegen über dem Boden. Im Nordosten des Cashels befindet sich ein Leacht cuimhne (deutsch „Erinnerungsgrab“), ein Mass Rock (deutsch „Altarstein“) und eine zweite Kreuzplatte. Die frühkirchliche Einfriedung stammt spätestens aus dem 8. Jahrhundert.